# Lanckorona (gromada)
Lanckorona – dawna gromada, czyli najmniejsza jednostka podziału terytorialnego Polskiej Rzeczypospolitej Ludowej w latach 1954–1972.

## Historia
Gromady, z gromadzkimi radami narodowymi (GRN) jako organami władzy najniższego stopnia na wsi, funkcjonowały od reformy reorganizującej administrację wiejską przeprowadzonej jesienią 1954 do momentu ich zniesienia z dniem 1 stycznia 1973, tym samym wypierając organizację gminną w latach 1954–1972.
Gromadę Lanckorona z siedzibą GRN w Lanckoronie utworzono – jako jedną z 8759 gromad na obszarze Polski – w powiecie wadowickim w woj. krakowskim, na mocy uchwały nr 31/IV/54 WRN w Krakowie z dnia 6 października 1954. W skład jednostki weszły obszary dotychczasowych gromad Lanckorona i Jastrzębia ze zniesionej gminy Kalwaria oraz Skawinki ze zniesionej gminy Stryszów w tymże powiecie. Dla gromady ustalono 27 członków gromadzkiej rady narodowej.
29 lutego 1956 z gromady Lanckorona wyłączono przysiółek Zadziele ze wsi Skawinki o powierzchni 21 ha, 53 a, 25 m², włączając go do gromady Stronie.
Gromada przetrwała do końca 1972 roku, czyli do kolejnej reformy gminnej. 1 stycznia 1973 utworzono gminę Lanckorona (gmina Landskron, powołana przez władze hitlerowskie, istniała też przejściowo podczas II wojny światowej).